# 程昱
程昱（141年—220年），字仲德，兗州東郡東阿（今山東省聊城市東阿縣）人，三國時代曹魏將領和政治家。原名程立，因夢中於泰山捧日，被曹操更名程昱，諡肅侯。

## 生平

### 嶄露頭角
黃巾之亂時，東阿縣縣丞王度呼應亂軍，在地方造反，燒掉縣中的倉庫。東阿縣令弃城逃走，城中吏民負老攜幼向東逃到渠丘山。此時程昱尚在故鄉，所以亦雜在難民當中，他派人去偵查王度行動，發現王度等人因為縣城物資盡空不堪留守，於是走出城西五六里外屯軍。程昱便向縣中大戶薛房等人說：「如今王度得到城郭也不能屯居，其狀況如何有目共睹。他们只不過想趁機虜掠財物，並沒有充實軍備作守城的打算。现如今我們何不重奪縣城穩守下去？况且東阿城高牆厚，糧食充足，如今若果回城找尋縣令，共同堅守，王度必不能久待下去，那時向他攻擊，便可以击破王度。」薛房等人都表示贊同。
可是當時很多吏民都不肯依從程昱的建議，程昱無奈嘆道：「愚民不可共計大事。」為了令所有縣民都願意行動，於是程昱密遣數騎在東山上高舉旗幡，讓所有縣民望見，然後命薛房等人大呼「賊兵已經攻至」，繼而乘勢下山取城，吏民以為黃巾亂兵真的已經殺到身邊，情急之下便跟隨程昱及薛房同往城中走回去，眾人終於找到縣令，進入城中共同守城。不久王度等人前來攻城，不能攻破，正欲退走。此時程昱帶領縣民開城門追擊，王度敗走。東阿縣方才得以保全。

### 令譽始著
初平年間，兗州刺史劉岱想召程昱出仕，程昱不肯答應。當時劉岱與袁紹、公孫瓚三家共親，袁紹讓妻兒留在劉岱領地，公孫瓚亦派遣從事范方帶兵助劉岱守地。可是後來袁紹與公孫瓚決裂，在早期階段公孫瓚曾經擊破袁紹軍隊，乘勢要求劉岱獻出袁紹的妻兒，並迫其與袁紹絕交。另一方面，公孫瓚又向范方下令：「若劉岱不獻上袁紹家小，就先行領兵回來。待我收拾了袁紹後，必定前來攻打劉岱。」
劉岱受到這個兩難的困擾，連日不能表決，別駕王彧向劉岱進言：「程昱是個有謀略的人，能斷大事。」劉岱於是禮召程昱問計，程昱說：「如果放棄袁紹這個近援而結交公孫瓚為遠助，這等同求助於越國的人去拯救在面前遇溺的孩童般愚昧。而且，公孫瓚最終必非袁紹之敵，如今他雖稍勝袁紹軍隊，但結果必為袁紹所擒。如果純粹被一朝一夕的形勢所動搖，而不思慮長遠的計劃，將軍您必敗無疑。」劉岱恍然大悟後，聽從其計，謝絕公孫瓚的要求。范方領兵歸去，但在他會合公孫軍之前，公孫瓚已被袁紹所破。
經此一役，劉岱深深佩服程昱的見識，於是向朝廷表奏程昱為騎都尉，程昱卻以有病為由不肯就任。

### 審時度勢
後來劉岱為黃巾亂軍所殺。曹操兵臨兗州，辟召程昱出仕，程昱毫不推託，一口答應。程昱即將赴任時，他的同鄉都感到十分疑惑，對程昱說：「為何一直不願意當官的你，這次會答應出仕呢？」程昱卻只笑而不答。程昱初到曹營，曹操便跟他談論大事，十分高興，以程昱為壽張令。
後來曹操征討徐州，令程昱與荀彧留守鄄城。其時張邈等軍隊發動叛亂，迎接呂布進入兗州，更引起四周郡縣的響應，唯獨程昱等人守著的鄄城、范縣及東阿縣三處不為所動。當時有從呂布軍處投降的士兵指，呂布部下的陳宮、氾嶷將要帶兵攻取東阿及范縣，鄄城裡的百姓都十分恐懼。荀彧向程昱說：「如今兗州作反，唯有此三城得以保全。陳宮等以重兵臨城，如果不能同心結力，三城必定會有所動搖。您（指程昱）是本地吏民最信賴的人，如今請您去游說他們堅守下去，一定可以成功！」程昱答應後便迅即起行，先往范縣。當時氾嶷軍隊已到范縣，范縣縣令靳允經程昱鼓勵後，安排伏兵刺殺氾嶷，一舉成功。程昱又遣人佔住倉亭的渡口，使陳宮軍不能渡河進軍。接著程昱離開范縣，來到東阿，其時東阿令棗祗已經率領當地吏民拒城堅守。又有兗州從事薛悌與程昱協謀，終於守住了三城。曹操回到兗州後，知道此事，親執程昱之手說：「若非程卿之力，吾無所歸矣。」於是表奏程昱為東平相，屯於范縣。

### 軍計明亮
曹操與呂布在濮陽交戰時，數度失利。其時又有蝗禍，於是雙方暫時收兵。袁紹趁機游說曹操遷家人到鄴城居住（作為人質），亦答應與其連和。當時曹操眼見兗州新失，軍糧又將盡，正想答應袁紹要求。程昱見狀立即向曹操進諫：「聽說將軍想遣家人遷往鄴城，與袁紹連和，有這樣的事嗎？」曹操說：「是的。」程昱便說：「我認為將軍您只是一時失了分寸而已，否則又怎會如此不深思熟慮呢？袁紹據有燕、趙之地，懷并吞天下之心，可是以他的智謀並不足以成事。將軍自以為能在他底下做事嗎？將軍您有非一般的威望，可以像韓信、彭越他們這樣臣服於他人嗎？如今兗州雖殘，尚有三城可守。能戰之士，不下萬人。以將軍的神武，加上我和文若（荀彧字）等人的協助，絕對可以完成霸王之業。希望將軍能慎重考慮！」曹操才打消了與袁紹結盟的想法。
漢獻帝定都許昌後，以程昱為尚書。其時兗州尚未綏撫停當，於是又以程昱為東中郎將，領濟陰太守，都督兗州事宜。當時據有徐州的劉備為呂布所襲，投奔曹操。程昱向曹操說：「我觀察劉備，認為他是一個有雄才而甚得眾心的人物，這人一定不甘為人下，不如儘早殺掉他。」曹操不聽其言，更派遣劉備截擊袁術，程昱與郭嘉便向曹操說：「主公前日不除掉劉備，如今更向他借兵，他必定會有異心的。」曹操聞言大悔，但已經追之不及了。事實證明，袁術病死後，劉備去到徐州，殺掉守城的車冑，舉兵背反曹操。
不久，程昱升為振威將軍。當時袁紹在黎陽，準備移兵南渡，而程昱卻只帶七百兵守著鄄城，曹操知道情況危急，命人告訴程昱，表示要增加二千兵前往鄄城助守。程昱不肯接受，說道：「袁紹擁兵十萬之眾，自以為所向無前。他見我領兵少，必然輕視此地，不來進攻。但如果增加了我的士兵，軍備過多則會引起袁紹注意，在他的立場而言，鄄城勢將成為他不可不攻之地，而以他的軍隊亦必定能成功攻陷此地。因此向這裡添兵只會有損無益。希望主公不要過於疑慮！」曹操了解過他的分析後，聽從其言。後來袁紹探知程昱守地兵少，果然不向該地進兵。曹操知道此事後，向賈詡道：「程昱的膽識，比起孟賁、夏育真是有過之而無不及啊！」不久，程昱糾合一夥在野的亡命之徒，組織成數千人的精兵隊伍，與曹操會師黎陽，討伐袁譚、袁尚。二袁破走後，程昱拜為奮武將軍，封安國亭侯。
接著曹操征討荊州，劉備投奔東吳求助。有人認為孫權必會殺掉劉備，程昱卻認為：「孫權新任在位，尚未受到天下的重視。曹公無敵於天下，初舉荊州，威震江表，孫權雖然有謀，亦不能獨自抵擋。劉備一向有英名，關羽、張飛皆是力敵萬人的豪傑，孫權必定會援助他們，藉其力以防禦我軍。當大難消除後，雙方分道揚鑣，劉備得到了實際資本，孫權就再也不能殺掉劉備了。」事後证明，他的見解完全正確。
攻取荊州後，中原之地大致平定，曹軍勢力逐漸擴充。一次，曹操撫著程昱之背說道：「當初兗州之敗，若非聽從你的計謀，我又怎可以來到這裡呢？」程昱答道：「所謂『知足不辱』（出自《道德經》第四十四章，指一個人只要懂得知足，就不會因為過份的貪婪而得到屈辱的收場），如今是我急流湧退的時候了。」於是正式表示從此繳還兵權，闔門不出。

### 善處人事
曹操征討馬超時，曹丕留守都城，程昱負責參知軍事。當時田銀、蘇伯等於河間作反，曹丕遣將軍賈信征討。叛軍中有千餘人請降，朝中大臣皆認為應按照舊法，盡誅降軍，程昱卻說：「以前之所以要誅殺投降者，是因為當時局勢動蕩，天下大亂，攻打賊人時採取『圍而後降者不赦』的方針，目的在於向其它亂黨顯示不儘早投降的後果，讓所有敵人都感到懼怕，未圍先降，那以後用兵便不需要動輒圍城。如今天下形勢大致已經安定，而且今次的戰事是發生在領土之內，這些都是不成氣候的賊眾，殺了他們也沒有可以示威示懼的地方，失去了以往誅降的策略意義。因此我認為這些降兵不可誅殺；即使要誅殺他們，也要先詢問曹公的意見。」可是當時的大臣都說：「軍事方面我們可以自行下決定，毋須事事向曹公啟奏啊！」程昱聞言後，不再作出回應。
直至朝議完結後，曹丕離開議堂，特地引見程昱，向其詢問：「您似乎言猶未盡？」程昱方才表示：「所謂『可以自行下決定』的制度，是指面對臨時之急，需要盡速立定決策的時候，才可以實行的。如今反賊已經被賈信制服，此事不會突發太過急劇的異變。因此老臣才不希望將軍急於自作主張，做出專制的事情。」曹丕這才明白程昱的苦心，嘆道：「程君真是考慮得十分周到啊！」他即時將河間叛變一事向曹操交代，曹操經居府長史國淵的進勸，果然下令不誅降者。曹操還都知道來龍去脈後，十分喜悅，向程昱說：「程卿不單止明於軍事計略，亦善於處理別人父子之間的事情。」

### 生未其位
由於程昱個性剛戾，與同僚多有衝突不和。曾有人誣告程昱謀反，但曹操對程昱的待遇卻更加親近。曹操担任魏公建立魏公国時，程昱擔任衛尉（九卿之一），後來與中尉邢貞為了威儀方面的事情發生衝突，遭到罷免。後來文帝曹丕登基建立魏朝，程昱復為衛尉，進封安鄉侯，增邑三百戶，共計八百戶。少子程延及孫兒程曉皆被封為列侯。當時朝廷正欲陞程昱為三公之列，然而程昱亦在此時（220年）去世。曹丕為之難過，追贈車騎將軍，諡曰肅侯。
青龙元年五月壬申日（233年6月7日），程昱與夏侯惇、曹仁因功而受到曹叡在曹操廟庭祭祀的禮遇。

## 人物
《三國志》記載程昱「長八尺三寸，美鬚髯」。也就是說，在形象方面，程昱的身高按現今尺寸達1米9以上，而且蓄有秀長的絡腮鬍子。性格方面，程昱雖然善於審視及分析形勢，而且很有謀略，可是他的性格卻相當剛強急躁，容易與人結怨。

## 逸聞
《魏書》記載：程昱少年時候，經常夢見自己登上泰山以兩手捧日。程昱自覺奇異，曾向荀彧說出這事。在兗州動亂之時，全賴程昱奔走籌謀，鄄城等三個縣城才得以保全。這時候荀彧把程昱之夢告訴曹操。曹操聽後，便向程昱說：「卿當終為吾腹心。」當時程昱仍是叫作「程立」，曹操順應夢兆，於其「立」字上加一個「日」字，「程立」於是正式改名為「程昱」。
郭頒《魏晉世語》中有一段：「初，曹操乏食，昱略其本縣，供三日糧，頗雜以人脯，由是失朝望，故位不至公。」文中指，曹操與呂布爭兗州時因蝗災缺糧，程昱為解軍糧之急，不但在自己的縣城裡（東阿縣）強奪糧食，軍糧中更頗雜以人肉乾。此殘忍之舉對程昱的聲譽傷害頗深，結果導致畢生位不至三公。

## 家庭

### 子
- 程武，承襲程昱爵位
- 程延，封列侯

### 孫
- 程克，承襲程武爵位，子程良
- 程曉，魏黃門侍郎，後遷汝南太守

## 評價
- 王彧：「程昱有謀，能斷大事。」（《三國志‧程昱傳》）
- 荀彧：「君，民之望也。」（《三國志‧程昱傳》）
- 曹操：「卿當終為吾腹心。」「程昱之膽，過於賁、育。」 「君非徒明於軍計，又善處人父子之間。」（《三國志‧程昱傳》）
- 陳壽：「昱性刚戾，与人多迕。」「程昱、郭嘉、董昭、劉曄、蔣濟才策謀略，世之奇士，虽清治德业，殊於荀攸，而籌畫所料，是其倫也。」（《三國志‧程昱傳》）
- 朱敬则：「神人无功，达人无迹。张子房元机孤映，清识独流。践若发机，应同急箭；优游澹泊，神交太虚，非诸人所及也。至若陈平、荀彧、贾诩、荀攸、程昱、郭嘉、田丰、沮授、崔浩、张宾等，可谓天下之菁英。帷幄之至妙，中权合变，因败为功，爰自秦汉，讫於周隋。」
- 王溥：「魏晋以贾诩之筹策、贾逵之忠壮、张既之政能、程昱之智勇、顾雍之密重、王浑之器量、刘惔之鉴裁、庾翼之志略，彼八君子者。」
- 洪迈：「曹操牧兖州，州叛迎吕布，郡县八十城皆应之，唯鄄城、范、东阿不动，赖荀彧、程昱之力，卒全三城以待操，州境复安。古之人拔亡为存，转祸为福，如此多矣。」
- 陈亮：「以成魏之霸业者，昱、嘉之谋为多，而曹公尤痛惜嘉之死也。」
- 刘祁：「已而诸豪割据，士大夫各欲择主立功名，如荀攸、贾诩、程昱、郭嘉、诸葛亮、庞统、鲁肃、周瑜之徒，争以智能自效。」
- 郝经：「危哉！昭烈防不出数子之彀，操之遣拒袁术也，昱嘉昭皆以为不可遣，毒手莫施幸而飏去，料敌制胜卒使昭烈不得中原尺土。呜呼！数子何雠汉之深也。当是之时，魏有荀彧、荀攸、贾诩、程昱、郭嘉、董昭、刘晔、蒋济、司马懿为之谋，吴有张昭、周瑜、鲁肃、吕蒙、陆逊运其筹。」

## 民間藝術

### 《三國演義》中的程昱
- 在《三國演義》中，程昱登場於第十回〈勤王室馬騰舉義　報父讎曹操興師〉。當時荀彧初投曹操，向曹操薦賢，他評價程昱為「兗州賢士」，曹操於是禮聘當時在山中讀書的程昱出仕。程昱面見曹操時，又向曹操推薦郭嘉。
- 小說中，程昱是曹操手下其中一名最重要的謀臣。如正史一般，程昱跟從曹操以來，參與了攻打呂布、袁紹、劉備、孫權的大部份戰事，一直出謀獻策，表現出眾。在第二十三回中，曹操接見名士禰衡，向其炫耀手下文臣武將時，曾說「荀彧、荀攸、郭嘉、程昱，機深智遠，雖蕭何、陳平不及也」，可是禰衡卻評價程昱「可使關門閉戶」而已。
- 劉備投靠曹操時，程昱曾勸曹操殺掉劉備，但曹操在聽過郭嘉的意見後，決定放過劉備，其後更借給軍馬，遣劉備追擊袁術，讓劉備有機會重新獨立。
- 第二十回中，程昱勸曹操乘著挾帝的威勢行「王霸之事」；但於第二十四回卻諫曹操勿行廢立之事，避免失眾望而啟兵端。
- 曹操在徐州擊潰了劉備軍後，想招降獨守孤城的關羽，張遼自薦為使。程昱設計利用徐州降兵引關羽出城，再圍其於土山上，使其進退兩難，其後張遼果然成功說服關羽暫投曹營。後來曹操與袁紹戰於白馬，紹將顏良極其勇猛，程昱建議召關羽出戰，行一石二鳥之計，結果既擊敗了顏良，又令投靠了袁紹的劉備幾乎因袁紹疑心而被殺。
- 倉亭之戰中，程昱向曹操獻「十面埋伏」之計，令袁紹軍隊一敗塗地，元氣大傷。
- 關羽千里走單騎時，程昱建議曹操殺掉關羽，勿縱虎為患，曹操不聽，放走關羽；到了曹軍兵敗赤壁，曹操部領殘軍逃亡時，遇到伏兵於華容道的關羽，程昱分析關羽性格後，認為關羽為人有恩必報，於是建議曹操親自向關羽攀談，以求免難，結果成功動搖關羽的決心，曹操終於逃過厄運。
- 徐庶託名「單福」輔助劉備時，程昱識穿其真正身份，並使計把徐庶引到曹營。
- 赤壁之戰中，程昱一直勸曹操留意「連環鎖船」、「東南風起」等事，防範吳軍陰謀，可是曹操卻認為毋須憂慮，不加提防；後來吳將黃蓋詐降，訛稱要親駛糧船歸順時，亦是程昱最早悉破其船並非糧船，必然有詐。
- 赤壁戰後，曹操得知劉備佔有荊州，心甚疑懼，程昱於是獻策表奏周瑜、程普遙領荊州之郡，挑撥孫、劉二家互起爭端，間接造成諸葛亮氣死周瑜的局面。
- 諸葛亮首次伐魏時，以名將趙雲為先鋒，其勢銳不可擋，令魏軍大都督夏侯楙節節敗退。當時程昱之子程武是魏軍參軍，他定下策略進行反擊，令趙雲一度身陷險境，幾乎命喪。

### 影視形象
- 1994年电视剧《三国演义》：戴敬国、于连增飾演程昱
- 1996年電視劇《關公》：聂秉贤飾演程昱
- 2004年电视剧《武圣关公》：李远权飾演程昱
- 2008年电影《赤壁》及《赤壁2：決戰天下》：王早来饰演程昱
- 2010年电视剧《三国》：蒋昌义饰演程昱
- 2012年电视剧《回到三國》：陈荣峻饰演程昱
- 2013年电视剧《新洛神》：白志伟饰演程昱
- 2013年电视剧《曹操》：云峰饰演程昱
- 2017年電影劇《軍師聯盟》：柳玉林飾演程昱

### 動漫作品
- 三國演義
- 《橫山光輝三國志》（橫山光輝）
- 《蒼天航路》（王欣太）
- 《火鳳燎原》（陳某）

## 延伸阅读
[在维基数据编辑]
 《三國志·卷14》，出自陳壽《三國志》